# Cukorfalat (Így jártam anyátokkal)
A Cukorfalat az Így jártam anyátokkal című televízió-sorozat első évadának tizenhatodik epizódja. Eredetileg 2006. március 6-án vetítették, míg Magyarországon 2008. október 22-én.
Ebben az epizódban Tednek és Victoriának dönteniük kell a kapcsolatuk jövőjét illetően. Marshall új öltönyt kap Barneytól, Lily pedig az esküvői ruhák közül válogat. 

## Cselekmény
Victoriának felajánlanak egy kétéves ösztöndíjat Németországban. Kapcsolatuk bizonytalanná válik Teddel, hiszen ha elfogadja, akkor távkapcsolatban kellene élniük, és arról tudják, hogy csak mese, hogy működik. Ted Marshallal és Barneyval marad, míg Victoria elkíséri Lilyt és Robint. Mindketten döntésre jutnak: Ted szerint mennie kellene, Victoria szerint pedig maradnia. De aznap este amikor együtt vacsoráznak, meggondolják magukat.Vitatkozni kezdenek, és úgy döntenek, inkább szakítanak. De Marshall javaslatára utolsó napjukat még kihasználják. Jövőbeli Ted ezt úgy meséli a gyerekeinek, hogy megcsináltak aznap mindent, amit terveztek volna a kapcsolatuk során megtenni – valójában egész nap az ágyban voltak.
Eközben Marshall állásinterjúra menne egy környezetvédő céghez, csakhogy nincs öltönye. Barney elviszi a saját szabójához, és kap egy remek öltönyt. Közben Lily az esküvői ruhaszalonban próbálgatja a ruhákat. Felpróbál egy különlegesen szép darabot, amit nincs pénze kifizetni, majd véletlenül beleül a szalon ingyen tortájába, tönkretéve azt. Marshall is megkapja a számlát, 4000 dollárról, amit nem tud kifizetni – viszont dolgozhat cserébe Barney cégénél. Mivel közben kiderül, hogy Lily 12000 dolláros kárt okozott, nincs más választása, mint elfogadni az állást – ami Barney terve is volt mindvégig.
Másnap a repülőtéri búcsúzásnál Ted és Victoria meggondolják magukat, és belemennek a távkapcsolatba. Jövőbeli Ted szerint ez egy nagyon buta ötlet volt, a távkapcsolatok tényleg nem működnek... de ez egy másik történet.

## Kontinuitás
- Ted ismét megemlíti, hogy a "kutyás" nőket kedveli. Robin, aki szintén "kutyás", már ezért sem szíveli a "macskás" Victoriát.
- Akárcsak "Az esküvő" című részben, Lily a Perfect Bride magazint olvassa.
- Robin ismét kijelenti, hogy a munkáját a magánélete elé helyezi.
- Barney először utal rá, hogy mindenre van egy "embere".

## Jövőbeli visszautalások
- Marshall a következő epizódtól az AltruCellnél dolgozik, ahol Barney is.
- Ted célzása arra, hogy a távkapcsolatok nem működnek, a "Kettő után semmi jó nem történik" című részben kerül kifejtésre.
- Barney megemlíti, hogy a cégét rengetegszer beperelik. Az AltruCell és jogutódja, a Góliát Nemzeti Bank valóban sok ügyben pereskedik majd a jövőben.
- Az "Én nem az a pasi vagyok" című részben bővebben kifejtésre kerül Lily hitelkártya-adósság problémája.
- Marshall saját állítása szerint nem verekedős alkat. Holott "A bunyó" című részben kiderül, hogy mégis az, így az is, hogy "A szabadság édes íze" című részben sem állított igazat.
- A "Mosolyt!" című részben is utalnak Lily franciaországi ösztöndíjára.
- Ted azon viccelődik, hogy ha Victoria visszatér, akkor is összejönnek, ha már mással lesznek. Pontosan ez történik "A mágus kódexe" című részben, amikor Ted megszökteti Victoriát az esküvőjéről.

## Érdekességek
- Mikor Robin és Victoria beszélgetnek az esküvői ruhaszalonban, Victoria úgy csinál, mintha vágna egy szeletet a tortából és a tányérjára tenné, miközben igazából nem is. A következő pillanatban aztán mégis tortát eszik, a saját tányérjáról.

## Vendégszereplők
- Ashley Williams – Victoria
- Caroline Lagerfelt – ruhaszalonos hölgy
- Sergey Brusilovsky – Szergej, a szabó

## Zene
- Pixies – Where is my Mind?
- The Replacements – Skyway
- Pachelbel-kánon